# Assemblea nazionale (Eritrea)
L'Assemblea Nazionale (in lingua tigrina: ሃገራዊ ባይቶ, Hagerawi Baito) è l'organo legislativo dell'Eritrea. È formato da 150 membri, di cui 75 membri nominati (costituiti per lo più da rappresentanti eletti dalla popolazione generale, di cui almeno 11 devono essere donne, e 15 membri che rappresentano gli eritrei che vivono all'estero) e 75 membri che rappresentano il Fronte Popolare per la Democrazia e la Giustizia (PFDJ), l'unico partito politico legalmente riconosciuto in Eritrea. L'Assemblea Nazionale è stata istituita nel 1994, dopo la separazione dell'eritrea dall'Etiopia; la sede dell'assemblea è situata nella capitale Asmara.
Al 2016, l'Assemblea Nazionale è stata descritta dall'Ufficio del Alto Commissario delle Nazioni Unite per i diritti umani come inesistente, non essendo più stata convocata dal gennaio 2002. De facto, il Presidente Isaias Afewerki esercita il potere legislativo oltre a quello esecutivo, governando sul paese da dittatore.
Durante il periodo in cui l'Eritrea era federata con l'Etiopia e successivamente annessa dal 1952 al 1962, l'Assemblea Nazionale fungeva da parlamento regionale.